# Irene Condachi
Irene Condachi, malteška zdravnica, * 7. junij 1899, Valletta, Malta, † 3. september 1970, Pietà, Malta
Irene Condachi je bila malteška zdravnica, ena od le dveh zdravnic, ki sta na Malti opravljali zdravniški poklic med drugo svetovno vojno. Bila je na izmed ustanoviteljic šolske zdravstvene službe, postala je medicinska uradnica za državne šole in bila zaslužna za izkoreninjenje garij v izobraževalnem sistemu.

## Zgodnje življenje
Rodila se je na Malti 7. junija 1899. Njena družina je nedavno migrirala na otok iz Grčije, njen oče Constanino Condachi je bil trgovec. Odraščala je v grški pravoslavni veri, ki je imela bolj strpen odnos do žensk, ki so želele delati zunaj doma. Leta 1916 je začela študirati medicino na Univerzi na Malti, a je študij po enem letu prekinila. Deset let kasneje je diplomirala na Univerzi v Neaplju kot zdravnica. Študij je nadaljevala na Univerzi v Paviji, kjer je leta 1928 pridobila specialistični naziv iz pediatrije.

## Kariera
Po končanem študiju se je Irene Condachi vrnila na Malto, kjer je postala asistentka Josepha Ellula, profesorja babištva in ginekologije na Univerzi na Malti v Valletti. Leta 1938 so jo zaposlili kot medicinsko uradnico za državne šole in si uredila dom na ulici Luzio v Sliemi. Ob izbruhu druge svetovne vojne, ko so številni moški odšli v vojsko, so ženske prevzele večjo vlogo pri obrambi otoka. Skupaj z oftalmologom in zobozdravnikom je Condachijeva ustanovila šolsko zdravstveno službo. Ker ni bilo prevoza, je pešačila ali se vozila s priložnostnimi prevozi, da bi cepila in zdravniško pregledala več kot 20.000 otrok po celotnem otoku med letoma 1941 in 1942. Bila je zaslužna za izkoreninjenje garij v državnih šolah z uporabo mazila na osnovi nafte.
Pogoji njenega dela so bili nevarni, saj so leta 1941 številne državne šole preuredili v bolnišnice in begunske centre. Med nadzorovanjem bolnišnice v državni šoli v Qormiju, je stavbo zadela bomba, Condachijeva pa je skupaj z osebjem, begunci in učenci uspela pobegniti v podzemno zaklonišče pod dekliško šolo.
Bila je ena od le dveh zdravnic, za katere je znano, da sta med vojno opravljali prakso na Malti. Condachijeva je do leta 1959 ostala medicinska uradnica Ministrstva za izobraževanje in je bila v svojem času najbolje plačana ženska v državni službi.

## Smrt in zapuščina
Irene Condachi je umrla leta 1970; spominjamo se jo po njeni dolgi karieri v službi zdravstva na Malti.
Leta 2014 je Simon Cusens zaključil magistrski študij, ki je veljal za »prvo akademsko delo« o zgodovini malteških žensk med drugo svetovno vojno. Med raziskovanjem je odkril tudi zgodbo Irene Condachi, ki je bila vključena v knjigo, izdano leta 2016.